# هاسوبانونین
هاسوبانونین (به انگلیسی: Hasubanonine) با فرمول شیمیایی C21H27NO5 یک ترکیب شیمیایی با شناسه پاب‌کم 442246 است. که جرم مولی آن ۳۷۳٫۱۹ گرم بر مول می‌باشد. 